# Silla (cité-État)
 (mai 2025).
Pour les articles homonymes, voir Silla.
Silla ou Silli est une ancienne ville de la vallée du fleuve Sénégal. Son emplacement exact est débattu. Les identifications possibles incluent le site de Sinthiou Bara dans la région de Matam au Sénégal, le village de Silla près de Kaedi en Mauritanie, ou un site plus proche de la confluence des fleuves Sénégal et Falémé.
Au XIe siècle, Silla est le principal centre commercial sur le fleuve Sénégal. Al-Bakri décrit Silla comme la capitale d'un vaste royaume dirigé par un dirigeant presque aussi grand que celui de l'empire du Ghana, cependant les historiens modernes considèrent plutôt qu'il s'agit d'une puissante cité-État souvent politiquement dépendante de ses voisins plutôt que d'un royaume. Le peuple se convertit à l'Islam à l'époque de War Jabi, roi du Takrur voisin, et mène la guerre contre le Lamlam païen au sud,. Comme de nombreuses villes commerciales du Soudan occidental à l'époque, Silla est une ville en deux parties, séparée par le fleuve Sénégal.
Les habitants de Silla se convertissent peut-être à l'islam sunnite malékite après la guerre avec l'empire du Ghana et les incursions Almoravides, dans les années 1080. Silla est éclipsée par Takrur au XIIe siècle,.
Ibn Khaldun rapporte que Silla fait partie de l'Empire du Mali au XIVe siècle.
Dans l'épopée soninké Le Lute de Gassire (en), Silla est mentionné comme une apparition antérieure de la déesse Wagadu (en).